# Isabella Echeverri
Isabella Echeverri Restrepo (Medellín, 16 de junho de 1994) é uma futebolista profissional colombiana que atua como meia.

## Carreira
Isabella Echeverri fez parte do elenco da Seleção Colombiana de Futebol Feminino, nas Olimpíadas de 2016.